# یواس‌اس پنویل (دی‌یی-۱۷۵)

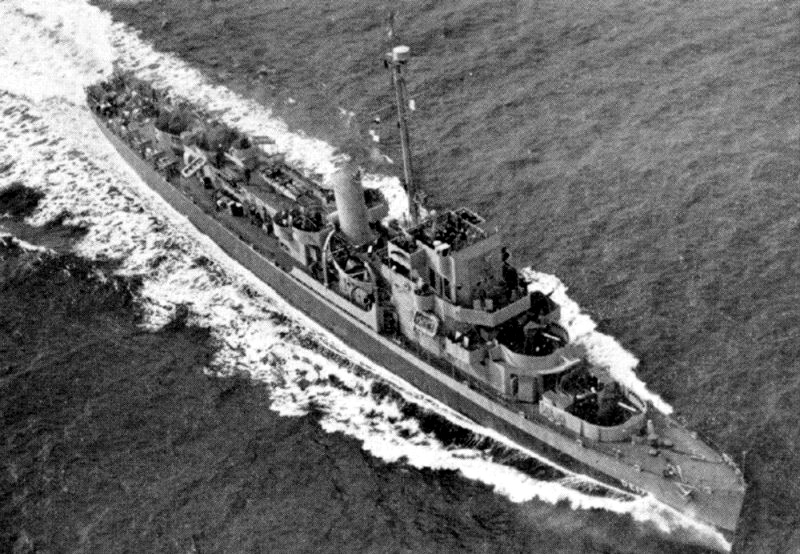
یواس‌اس پنویل (دی‌یی-۱۷۵)

یواس‌اس پنویل (دی‌یی-۱۷۵) (به انگلیسی: USS Pennewill (DE-175)) یک کشتی بود که طول آن ۳۰۶ فوت (۹۳ متر) بود. این کشتی در سال ۱۹۴۳ ساخته شد.